# Creston (Colombie-Britannique)
Pour les articles homonymes, voir Creston.
Creston est une ville canadienne de la Colombie-Britannique située dans le district régional de Central Kootenay. Au recensement de 2016, on y a dénombré une population de 5351 habitants.

## Histoire
La région est historiquement habitée par le peuple Kootenay. Les premiers explorateurs européens y parviennent au début du XIXe siècle, dont David Thompson en 1909. Les colons commencent à s'y installer vers les années 1880 et la ville est constituée en 1924.

## Économie
La brasserie Columbia Brewery, filiale de InBev, est l'une des principales industries de Creston. Elle est la seule brasserie canadienne à produire les marques de bière Kokanee, Kokanee Light, Kokanee Gold, Kootenay Mountain Ale et Kootenay True Ale

## Démographie
| 2001  | 2006  | 2011  | 2016  |
| ----- | ----- | ----- | ----- |
| 4 795 | 4 826 | 5 306 | 5 351 |